# Гнилий Єланець
Гнили́й Єла́нець, Гнили́й Яла́нець — річка в Україні, у межах Кропивницького району Кіровоградської та Вознесенського і Миколаївського районів Миколаївської області. Ліва притока Південного Бугу (басейн Чорного моря).

## Опис
Довжина 103 км. Площа водозбірного басейну 1 235 км². Похил 1,3 м/км. Долина трапецієподібна, завширшки до 3,5 км, завглибшки до 80 м. Нижче села Буховецького річка переходить у широку долину і приймає справа притоку — річку Солону.

## Розташування
Річка бере початок біля села Варламівки. Тече переважно на південь (частково на південний захід), впадає до Південного Бугу на північно-західній околиці м. Нової Одеси.

## Гідрологічний режим
Річище звивисте, завширшки до 10 м, завглибшки пересічно 1 м (у межень), на окремих ділянках розчищене. Похил річки 1,3 м/км. У верхній течії трапляються пороги. У нижній течії влітку пересихає. На річці споруджено 2 водосховища, воду яких використовують для зрошення та водопостачання.

## Притоки
- Балка Вербова (ліва); Балка Кам'янувата, Солона, Балка Щербанська, Балка Бантишива (праві).

## Рослинність
Схили долини порослі кущами глоду та шипшини, зрідка трапляється бруслина; навесні схили вкриті первоцвітами — горицвітом, гадючою цибулькою, зірочками.
Природна пам'ятка — «Джерело» з-під навислої скелі.

## Історія
Біля «Джерела» була стоянка кочівників — місце дуже зручне, з трьох боків захищена глибокими балками височина, близько питна вода. В середній течії річки проходив кордон між землями Запорізького війська і татарськими пасовищами.

## Населені пункти
Над річкою розташовані смт Єланець та місто Нова Одеса.